# I. Jarimlím
I. Jarimlím (ja-ri-im-li-im, Jarīm-Līm, Jarimlim, Yarimlim, Yarím-Lim) a Halap-központú Jamhad királya volt i. e. 1770 – 1765 (középső kronológia, rövid kronológia szerint 1716 – 1701) között. Fia a korábbi uralkodónak (Szumuepuh) és apja a következőnek (I. Hammurapi). Uralkodását az alábbi kortársak datálják a mári levéltár alapján: Hammurapi babiloni király, Ibal-pi-Él (Esnunna), Szín-gámil (Diniktum), Jasúb-jahad (Dér), Aplahanda (Karkemis), I. Rím-Szín (Larsza) és Amut-pi-Él (Katna).
Jamhad Szumuepuh halála idején nehéz helyzetben volt. Több szomszédos hatalom is a területét szerette volna, mivel fontos katonai és kereskedelmi stratégiai pozíciót foglalt el a később Fönícia néven ismert térségben. Potenciális ellenfelei voltak Mári, Karkamis, Ursu és Hasszum, továbbra is hadilábon állt az ősellenséggel, Katna városával. Mindezekhez hozzájárultak a kor arányaihoz képest távoli terület, Asszíria erős katonai jelenléte, a hódító király, I. Samsi-Adad keleti és déli törekvései.
Jarimlím idejében részéről szerencsés változások történtek, így a máribeli Zimrí-Lim trónra kerülése, aki feleségül vette Jarimlím Sibtu nevű leányát, valamint Hammurapi babiloni király, aki lekötötte Asszíriát és közvetlenül is szövetséget kötött Jamhaddal. Valószínűleg ez indokolja, hogy fiát is ezen Hammurapiról nevezte el. A mári levéltár, hettita töredékek (KUB 31.5 és CTH#14, azaz Hattuszilisz végrendelete), valamint az alalahi (AIT *21, *22) írásos források tudósítanak arról, hogy az új hatalmi viszonyok mellett Karkemis két egymás utáni királya, Aplahanda és Jataranni is tiszteletét tette Halap városában. A Jamhad–Katna ellentét simításában, az Amut-pi-ellel folytatott tárgyalásokban Mári játszott nagy szerepet. Jarimlím Ugarittal is jó viszonyban volt, ami a kereskedelem újbóli fellendülését hozta.
Jamhad így újra a térség legerősebb államává vált. Mári egyik tisztviselője (Ituraszdu) írta urának, Zimrí-Limnek: „Egyetlen király sem elég erős egymaga. Hammurapi, Babilón ura után 10-15 király vonul fel, ugyanennyi Rím-Szín, Larsza ura után, ugyanennyi Ibál-pí-Él, Esnunna ura után, ugyanennyi Amut-pí-Él, Qatna ura után, Jarim-Lim, Jamhad ura után viszont 20 király vonul fel.” (Komoróczy Géza fordítása.) Zimri-Lim később, amikor Samsi-Adad lerombolta Márit, Jamhadba menekült, és kapott menedéket. Samsi-Adad halála után Jaszmah-Adad ellen Jarimlím vonult fel, és foglalta vissza Zimrí-Lim számára Márit.
Jarimlím nevéhez fűződik a nagyhatalmi Jamhad kialakítása, amelyet a későbbi hettita dokumentumok is „nagy királyságnak” neveztek. Halála után fia, I. Hammurapi követte a trónon.

## Külső hivatkozások
| Előző uralkodó: Szumuepuh | Jamhad királya i. e. 1770 – 1765 vagy i. e. 1716 – 1701 | Következő uralkodó: I. Hammurapi |